# Out in L.A.
Out in L.A. – album Red Hot Chili Peppers wydany w 1994 roku przez wytwórnię EMI. Zawiera wersje demowe, przeróbki utworów i wykonania koncertowe. Najpopularniejszym utworem tej płyty jest "Flea Fly".

## Lista utworów
1. „Higher Ground” (12” Vocal Mix) – 5:18
2. „Hollywood (Africa)” (Extended Dance Mix) – 6:33
3. „If You Want Me to Stay” (Pink Mustang Mix) – 7:03
4. „Behind the Sun” (Ben Grosse Remix) – 4:43
5. „Castles Made of Sand” (Live) – 3:18
6. „Special Secret Song Inside” (Live) – 3:12
7. „F.U.” (Live) – 1:17
8. „Get Up and Jump” (Demo Version) – 2:37
9. „Out in L.A.” (Demo Version) – 1:56
10. „Green Heaven” (Demo Version) – 3:50
11. „Police Helicopter” (Demo Version) – 1:12
12. „Nevermind” (Demo Version) – 2:09
13. „Sex Rap” (Demo Version) – 1:35
14. „Blues for Meister” – 2:54
15. „You Always Sing the Same” – 0:16
16. „Stranded” – 0:24
17. „Flea Fly” – 0:39
18. „What It Is” – 4:03
19. „Deck the Halls” – 1:02